# 臺中市南區信義國民小學
24°07′18″N 120°40′11″E / 24.12167°N 120.66972°E
臺中市南區信義國民小學，簡稱信義國小，是臺灣臺中市南區的一所市立國民小學。

## 校史
- 1979年（民國68年）12月，設立「臺中市南區和平國民小學信義分校」。
- 1982年（民國71年）5月，第一、二、三期教室工程竣工。
- 1982年（民國71年）8月1日，奉准獨立訂名為「臺中市南區信義國民小學」。
- 1992年（民國81年）9月1日，附設幼稚園成立。

## 歷任校長
1. 呂祥一：1982年8月－1991年2月
2. 林世雄：1991年2月－1991年2月
3. 李添丁：1993年8月－1993年8月
4. 蘇桂美：1996年8月－2000年7月
5. 黃德亮：2000年8月－2004年2月
6. 曾金美：2004年2月－2011年7月
7. 楊琇玲：2011年8月－2015年7月
8. 紀男昌：2015年8月－2023年7月
9. 沈俊達：2023年8月－現任

## 學區
- 江川里（第1、2、4~6、8~18鄰）
- 福興里（全里）
- 南和里（1～7、12～14鄰）
- 平和里（全里）
- 永興里（1～7、12～14、19、20鄰）
- 積善里（4、8～11、16～26鄰）
- 永和里（全里）
- 福順里（19、20、22鄰）

## 校歌
文化城南興大湖畔 陶鑄國民好地方
師資優良 設備齊全 是兒童樂園
手腦並用 智德兼修 五育齊並行
作個活潑好學生 為信義爭光

## 知名校友

### 演藝界
- 韋禮安[1]

### 美術界
- 劉立凱（特殊生）[2]

### 多元化經營者
- 江佳原（2007年入學之特殊生, 現為保全人員）

### 政治界
- 羅廷瑋

## 外部連結
- 臺中市南區信義國民小學 （页面存档备份，存于）
- 臺中市南區信義國民小學附設幼兒園
- 臺中市政府教育局-學校資料 （页面存档备份，存于）